# Charlotte Turner Smith
Charlotte Turner Smith (1749-1806) fue una novelista y poetisa de origen inglés cuyos trabajos han sido acreditados por la influencia de Jane Austen, William Wordsworth y, especialmente, Charles Dickens. Sus trabajos se encuadran dentro del género denominado Romántico, estando muy interesada en las condiciones sociales (la influencia de Dickens es clara aquí) así como aspectos políticos, con un interés específico en la Revolución francesa.

## Biografía
Nació en el seno de una familia acomodada, al sur de Inglaterra. A los quince años contrajo matrimonio con Benjamin Smith, hijo de un rico mercader del este de la India. Su bonanza económica no duró mucho, y es por ello que en 1783, a causa de las deudas contraídas, su marido, se vio entre rejas durante unos meses.
En estos momentos, decidirá publicar algunos de sus poemas para poder sacar adelante a su, cada vez más numerosa, familia. Elegiac Sonnets (1784) alcanzó un notable éxito. En ellos, además de ayudar al renacimiento del soneto, composición poética en desuso desde mediados del siglo XVI, expresa sus más profundos pensamientos. Sus poemas, famosos por su melancolía y tristeza, comenzaron a ser popularmente conocidos en los años siguientes. De hecho, Elegiac Poems fue reeditado en diversas ocasiones y su trabajo ejerció una gran influencia en poetas románticos como William Wordsworth y Samuel Taylor Coleridge.
A fines de 1780, Charlotte Turner Smith comenzó a escribir novelas para mantener a su familia. Las compuso a una velocidad espasmosa: Emmeline salió a la luz en 1788, Ethelinde un año más tarde, y más adelante Celestina (1791), Desmond (1792) y The Old Manor House (1793), su trabajo más famoso.
Fue admiradora de la Revolución francesa y de Mary Wollstonecraft, autora de A Vindication of the Rights of Woman. Según el marido de Wollstonecraft, William Godwin, la casa de Charlotte Turner Smith, a fines de 1790, se convirtió en refugio de intelectuales radicales. De hecho, ella fue una crítica de la tiranía del jacobismo. En su poema The Emigrants (1791) trató la situación del clero y de la nobleza franceses que buscó refugio en estos años en Sussex. Entendía a la perfección esta situación ya que fue forzada años atrás a huir de Inglaterra para escapar de los acreedores de su marido. Al mismo tiempo condena los matices violentos que está tomando la Revolución.
En 1806 Charlotte Turner Smith murió en Tilford, cerca de Farnham, Surrey. El editor Joseph Johnson publicó, hacia 1807, una colección póstuma de sus manuscritos bajo el título de Beachy Head and Other Poems. El carácter melancólico del nombre, es un perfecto ejemplo de su verso blanco, del fondo político de algunos de ellos y evidencia sus profundos conocimientos acerca de la botánica y geología locales, cerrando con un profundo sentimentalismo del poeta fallecido.

## Novelas
- Emmeline; or The Orphan of the Castle (1788)
- Ethelinde, or the Recluse of the Lake (1789)
- Celestina (1791)
- Desmond (1792)
- The Old Manor House (1793)
- The Emigrants (1793)
- The Wanderings of Warwick (1794)
- The Banished Man (1794)
- Montalbert (1795)
- Marchmont (1796)
- The Young Philosopher (1798)
- The Letters of a Solitary Wanderer (1800)

## Obras disponibles en línea

### Poemas
- "Huge Vapours Brood Above the Clifted Shore"
- Elegiac Sonnets
- "The Emigrants"
- Beachy Head; With Other Poems

### Novelas
- The Old Manor House

## Películas
Prof. Jacqueline Labbe (Warwick University, England) habla acerca de la vida y obra de Charlotte Turner Smith.
- Primera parte
- Segunda parte
- Tercera parte

- Datos: Q442902
- Multimedia: Charlotte Turner Smith / Q442902